# Trinko Keen
Pour les articles homonymes, voir Keen.
Trinko Keen est un pongiste originaire des Pays-Bas né le 22 septembre 1971.
Il a participé à trois olympiades:
- Les jeux olympiques d'été de 1996 à Atlanta
- Les jeux olympiques d'été de 2000 à Sydney
- Les jeux olympiques d'été de 2004 à Athènes

Présent depuis 1997 dans les grands championnats, il n'a jamais véritablement produit de réelles performances si ce n'est deux 1/2 finales lors des championnats d'Europe de tennis de table 1998 en simple et 2002 en double. Il a atteint les quarts de finale de la grande finale du Pro Tour en 2001.